# Nikolaj Benardos

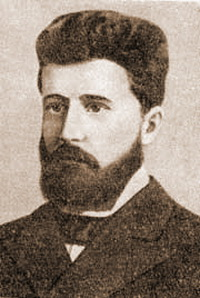
Nikolaj Benardos

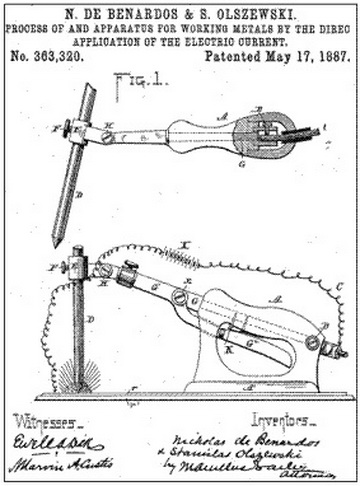
Benardos och Olszewskis patenterade metod för svetsning med kolstav.

Nikolaj Benardos (på ryska Никола́й Никола́евич Бенардо́с), född 1842, död 1905, var en rysk ingenjör och uppfinnare. Han utvecklade en metod metod för svetsning med kolstav. Han patenterade sin uppfinning tillsammans med polska ingenjör Stanisław Olszewski. Hans uppfinning utvecklades Nikolaj Slavjanov.